# Testudo horsfieldii
La tortuga rusa (Testudo horsfieldii) es una especie de tortuga terrestre de la familia Testudinidae, ampliamente distribuida por Eurasia. Se distribuye por las estepas del sur de Rusia, Afganistán, China, Pakistán y diversas repúblicas centroasiáticas de la extinta URSS como Kazajistán, Turkmenistán y Uzbekistán. 
Existen numerosos nombres vulgares y comunes para denominar a esta especie de quelonio, dichos nombres varían según el lugar, cultura, idioma o religión en donde sea citada. Los ejemplos de esto van desde las regiones autóctonas en donde suele ser llamada Horsfield Черепаха o земля Черепаха; en cambio en los países de habla hispana acostumbra a llamarse Tortuga rusa, Tortuga de la estepa o Tortuga Afgana. En los países de habla inglesa el nombre que recibe comúnmente es el de Steppe tortoise, Horsfield’s tortoise o Central asian tortoise mientras que en Alemania se denomina Vierzehenschildkrote.

## Taxonomía

### Subespecies
- Agrionemys horsfieldii baluchiorum (Annandale, 1906), Baluchistán.

Caparazón ligeramente arqueado, base de color amarillo pálido con grandes manchas negras. Las patas, la cola y la cabeza de color marrón amarillento, con algunas escamas negras. Dimensiones: 20 cm (hembras), 18 cm (machos). 
- Agrionemys horsfieldii horsfieldii (John Edward Gray, 1844), Armenia, Azerbaiyán, Kirguistán, Tayikistán, Irán, Afganistán, Pakistán, China.

Forma occidental 
Caparazón plano, liso y redondeado con más bordes que las otras subespecies. 
En el centro está casi totalmente plano y se caracteriza por tener colores básicos marrones, oliva, o algunas veces amarillo, con diseños negros (no siempre presente) en cada escudo. Dimensiones: 23 cm (hembras), 20 cm (machos). 
Forma oriental 
Caparazón naranja-marrón intenso con manchas oscuras no definidas. 
La cabeza y las patas marrones. Dimensiones: 20 cm (hembras), 18 cm (machos). 
- Agrionemys horsfieldii kazajstanica (Chkhikvadze, 1988), Kazajistán, Turkmenistán, Uzbekistán.

El caparazón es ligeramente curvado como en la tortuga mediterránea (Testudo hermanni), varía del oliva al ocre-marrón con manchas negras en el ápice de cada escudo. La cabeza y las patas están manchadas de negro. Dimensiones: 21 cm (hembras), 18 cm (machos). 
- Agrionemys horsfieldii rustamovi (Chkhikvadze, Amiranashvili y Ataev, 1990) Turkmenistán, Irán.

El caparazón tiene los escudos muy oscuros y bordeados de amarillo. En comparación con otras subespecies es más plana y más alargada. La cabeza y las patas son negruzcas o de color marrón. Dimensiones: 17 cm (hembras), 15 cm (machos). 

### Revisión de la clasificación
Según los últimos datos moleculares y la morfología, sobre todo la forma del caparazón y el hecho de tener cuatro uñas, algunos taxónomos (Khozatsky & Mlynarski, Obst y Engelmann, et al.) han propuesto una nueva clasificación y la fragmentación del género Testudo para cambiar la especie horsfieldii al género Agrionemys, del que sería su única especie.
Pero según los estudios genéticos es evidente su proximidad con el género Testudo, sobre todo con la tortuga mediterránea (Testudo hermanni), con la que ha tenido híbridos en cautividad. La prueba de la conexión entre las dos especies es la fertilización de los huevos con el nacimiento de híbridos. Los estudios genéticos también han demostrado que la tortuga mora (Testudo graeca) es más próxima a la tortuga marginada (Testudo marginata) que a la tortuga mediterránea (Testudo hermanni). Por esta razón también se ha propuesto la división del género Testudo en dos grupos, uno con T. graeca, T. marginata y Testudo kleinmanni, y otro llamado Agrionemys con T. horsfieldii y T. hermanni.[cita requerida]

## Descripción

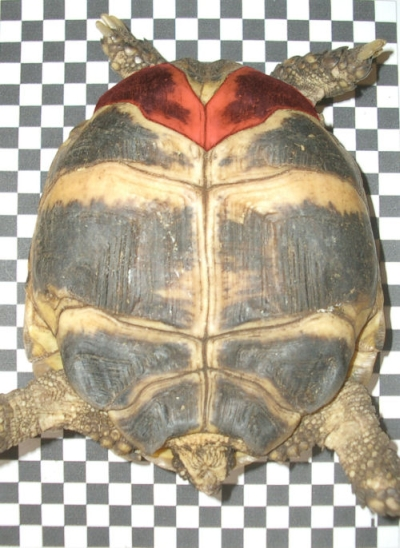
Plastrón.

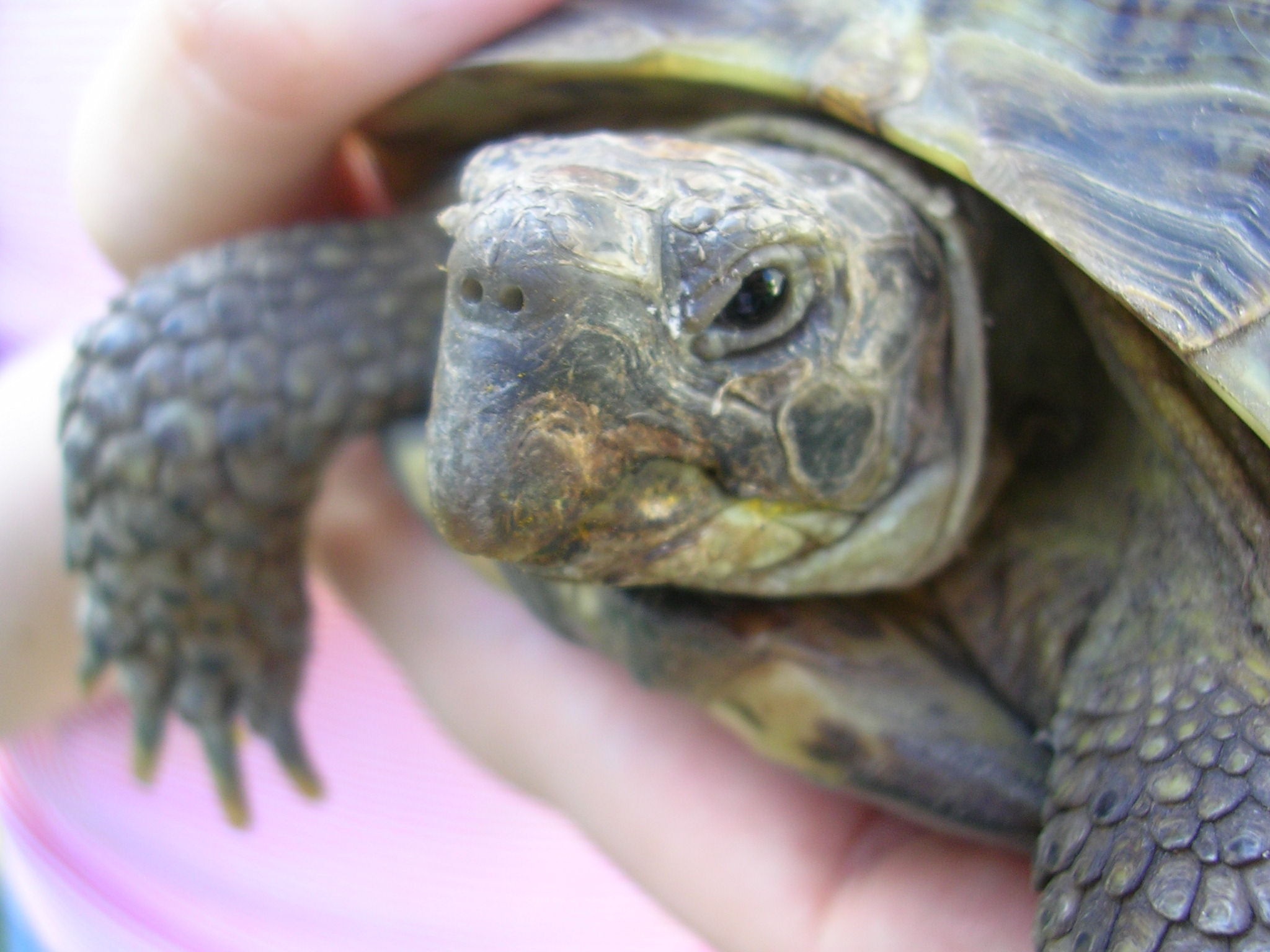
Detalle de la cabeza.

- Las hembras miden entre 20 y 22 cm de longitud máxima, mientras que los machos apenas alcanzan los 16-18.
- El caparazón, visto desde arriba, es redondo (o ligeramente ovalado) y aplanado, y puede ser de color marrón claro a marrón oscuro.
- El plastrón es casi siempre de color negro.
- La cabeza y las extremidades es de color marrón claro.
- La cola es más larga en los machos.
- Las extremidades anteriores son muy robustas y presentan cuatro uñas bien desarrolladas.
- En el momento de nacer, tienen el caparazón redondo y de color amarillo y negro, hacen entre 3 y 3,4 cm de longitud y pesan 8-11 g.

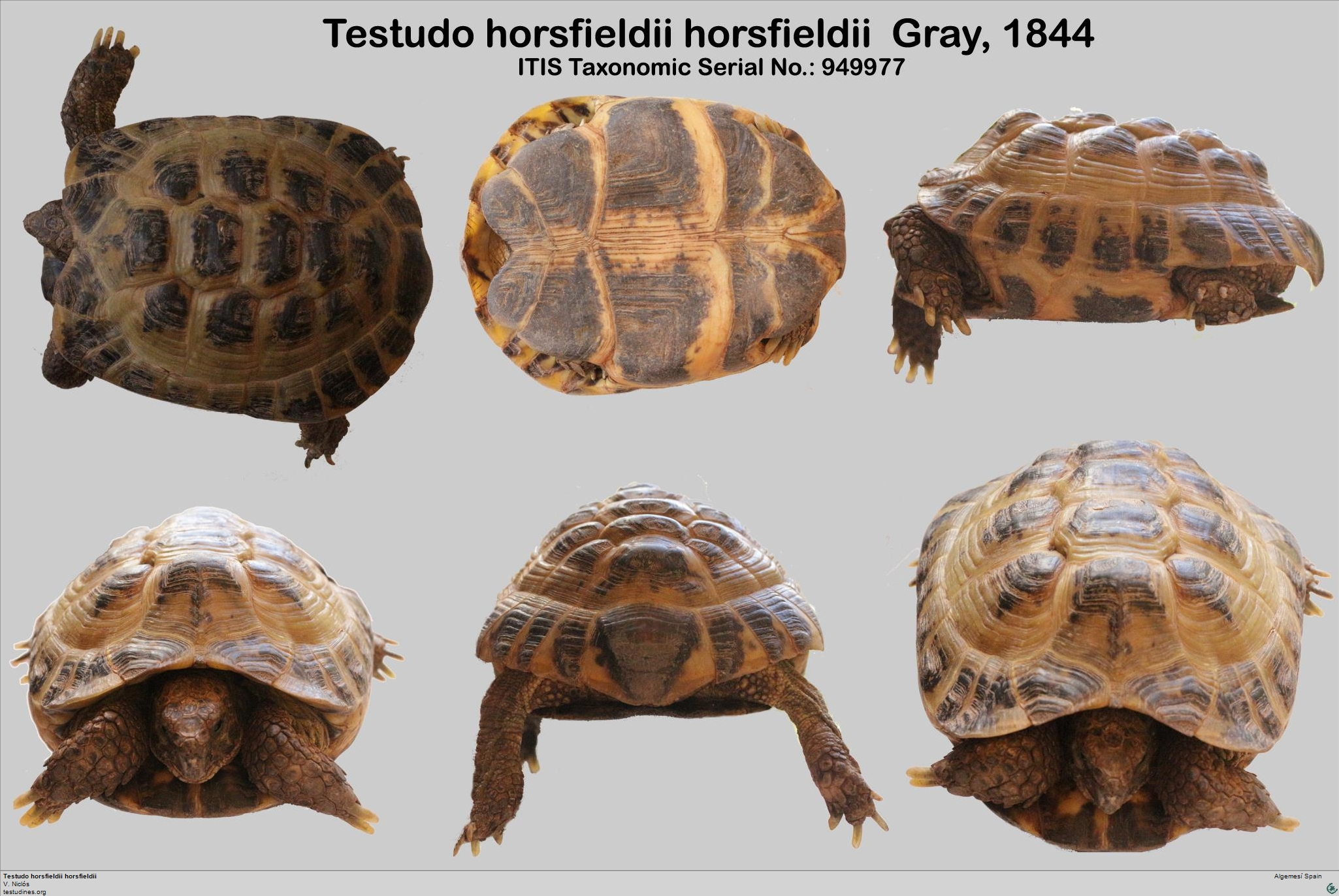

La tortuga rusa tiene el caparazón redondo y aplanado de color marrón con tonalidades de ocre amarillo y oliva, dependiendo de la subespecie. Los escudos del centro se tiñen de color negro y 
los escudos del plastrón son negros con bordes claros. En esta especie el ápice de la cola termina en un espolón córneo, más pequeño que el de la tortuga mediterránea (Testudo hermanni), y la placa supracaudal está unida. Cada pata tiene cuatro uñas fuertes, la principal característica que la diferencia de las otras especies del género Testudo (que tienen cinco), por esta razón a menudo es llamada tortuga de cuatro uñas. Tiene uno o más pares de tubérculos pequeños en el interior de los muslos, estas pequeñas espuelas en los machos son más grandes, pero no son tan grandes como los de la tortuga mora (Testudo graeca).
Longevidad
La tortuga de Horsfield vive alrededor de 25-40 años en su hábitat, caracterizado por un clima muy duro, pero en cautividad puede llegar a ser centenaria en condiciones favorables. 

### Sentidos
Las tortugas tienen una vista excelente: saben distinguir formas y colores e incluso pueden reconocer personas. Tienen un sentido de la orientación muy preciso, si se las mueve unos centenares de metros del territorio al que pertenecen vuelven en poco tiempo. Son muy sensibles a las vibraciones del suelo aunque no tengan un oído desarrollado. En cambio, el olfato está bien desarrollado y tiene un papel importante en la búsqueda de alimento y de parejas sexuales.

### Dimorfismo sexual
La diferenciación de machos y hembras (dimorfismo sexual) se efectúa por la vía de los caracteres sexuales secundarios. Los machos, de medida más pequeña, tienen una cola larga, robusta y gruesa en su base. En las hembras, la cola es pequeña y corta. La distancia de la apertura de la cloaca respecto de la base de la cola es más grande en los machos. Los machos adultos presentan una concavidad en el plastrón que permite que pueda montar sobre el espaldar de la hembra, facilitando la cópula. El plastrón de las hembras y de los ejemplares jóvenes y subadultos es plano; el ángulo que forman las escamas anales del plastrón es mucho más grande en los machos, pero en las hembras, estas escamas son más altas. Las hembras tardan más en alcanzar la madurez sexual, hasta los 8 o 10 años, por lo que crecen más durante su etapa juvenil y son de mayor tamaño. Los machos tienen las escamas anales más cortas y desgastadas, mientras que en las hembras son largas y puntiagudas. Mientras que en las hembras la placa supracaudal es plana en los machos está fuertemente curvada hacia dentro.

## Hábitat

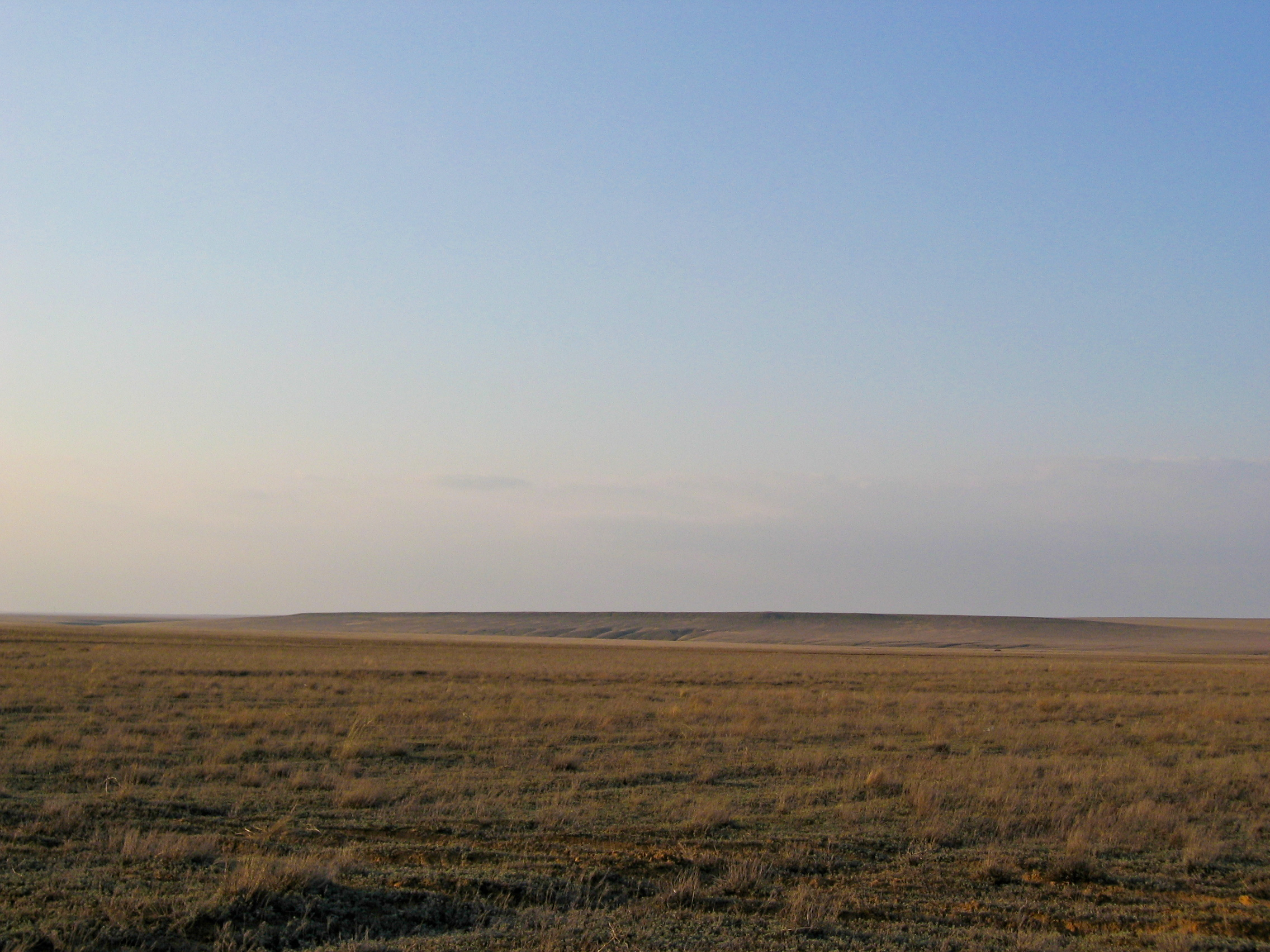
La estepa de Kazajistán en primavera.

T. horsfieldii vive en las estepas secas centroasiáticas, pero cerca de los cursos de agua. Son de clima continental muy extremo, con inviernos muy fríos con temperaturas bajo cero y con veranos muy calurosos. Por esta razón es una tortuga que está activa pocos meses al año, sobre todo en primavera, cuando aprovecha para alimentarse y para reproducirse. El hábitat de las subspecies T.h. baluchiorum, T.h. kazakhstanica y T.h. horsfieldii es la estepa de arena o arcilla, los márgenes de los desiertos y praderas. En estas zonas construyen profundas madrigueras de 2 o 3 metros de largo donde se refugian para estivar o hibernar, por eso también se la conoce como la "tortuga excavadora". T.h. rustamovi vive en las zonas montañosas (hasta 2500 m) de clima más fresco.

## Comportamiento
Respecto de su etología, las tortugas son animales ectotérmicos que se exponen al sol durante las primeras horas del día a fin de calentar su cuerpo y acelerar las funciones metabólicas. La exposición a la luz solar les permite absorber los rayos ultravioletas necesarios por la síntesis de la vitamina D. El incremento de temperatura corporal es necesario para activar los enzimas implicados en la digestión. A temperaturas atmosféricas superiores a 27 °C, las tortugas se muestran apáticas y excavan pequeños agujeros cubiertos por vegetación baja o se esconden en pequeñas grietas con el objetivo de refrescarse. Cuando vuelven a bajar las temperaturas, regresan a la actividad.

### Reproducción

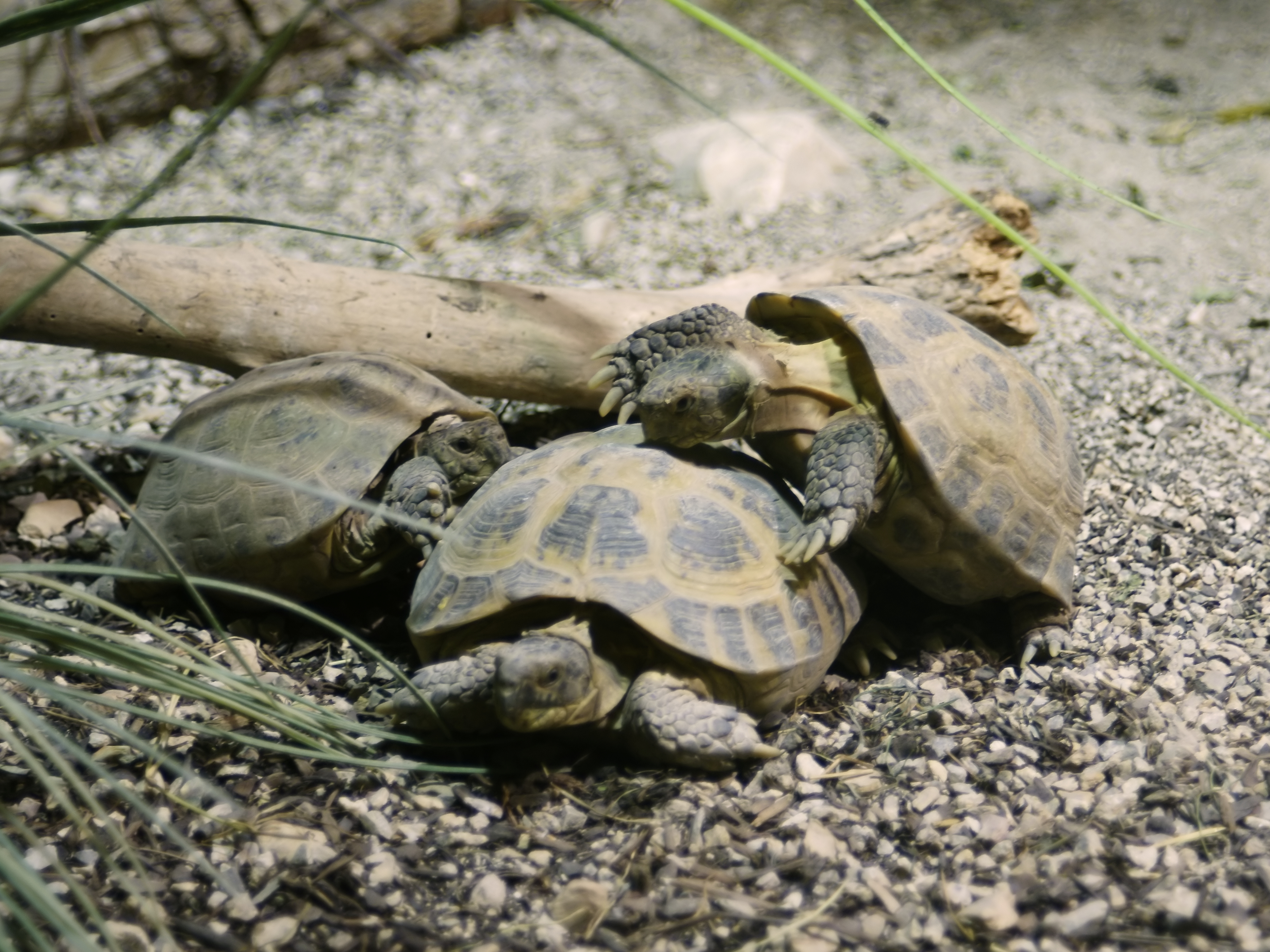
Pareja copulando.

Inmediatamente tras despertarse de la hibernación, el macho empieza el cortejo con un ritual que incluye seguir la hembra y morderle o golpearle el espaldar. El macho sube a las espaldas de la hembra para copular. El macho saca el pene, contenido dentro la cola gruesa, y emite el único sonido que hacen estos reptiles, de lo contrario mudos. La hembra puede llegar a tardar cuatro años en concebir, pues puede conservar el semen en un órgano del oviducto.

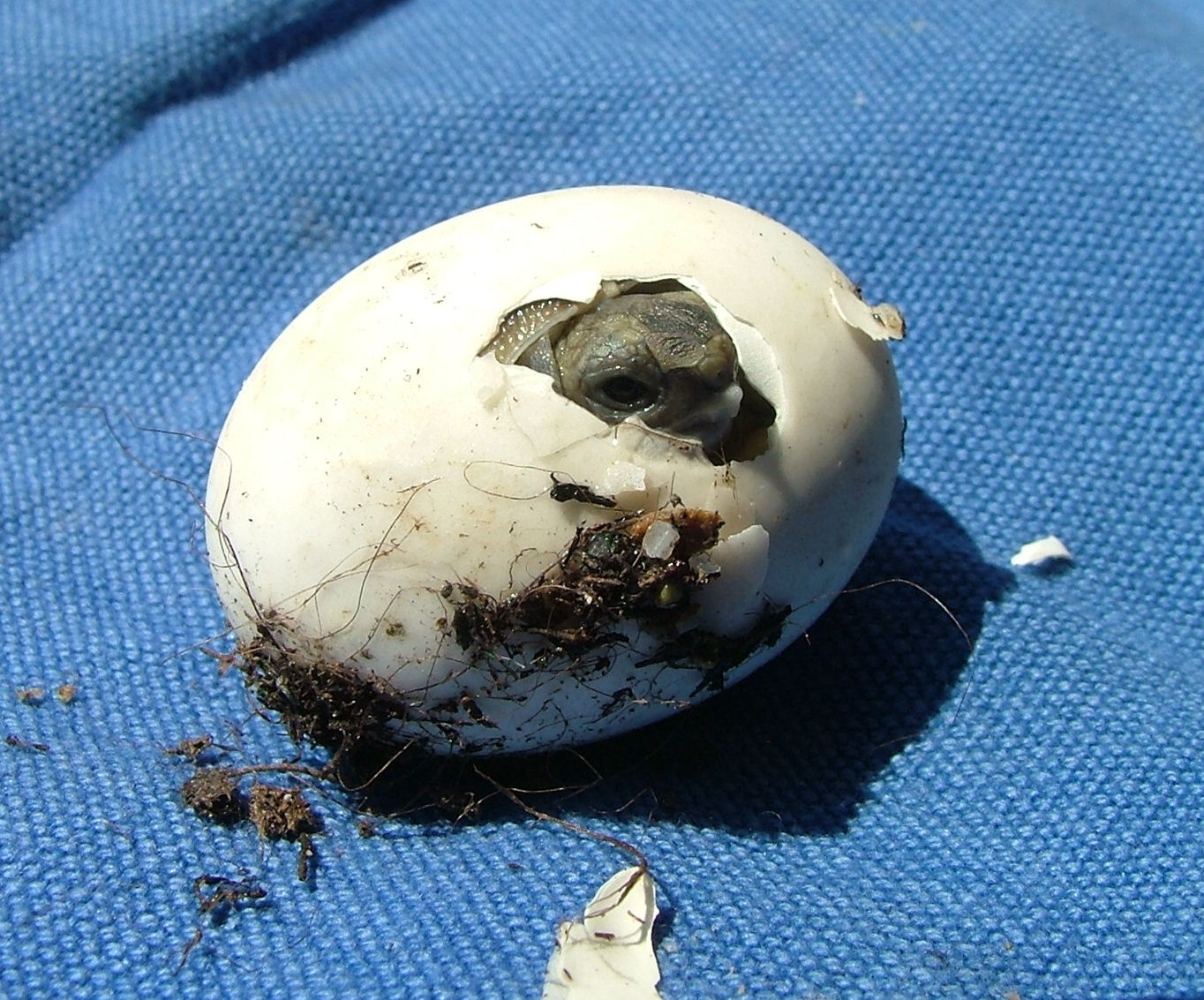
Eclosión del huevo.

Son animales de gran longevidad, y se conocen muchos ejemplares centenarios. Llegan a la madurez sexual cuando tienen aproximadamente diez años. Las especies de Testudo son ovíparas: ponen los huevos en agujeros excavados al suelo por la hembra con el último par de patas. Las hembras ponen huevos tres o cuatro veces al año, entre mayo y junio. El número de huevos depende de la medida del ejemplar.
El tiempo de incubación, de entre dos y tres meses, y el sexo de los recién nacidos varían en función de la temperatura ambiental. Si la temperatura de incubación es inferior a 31,5 °C predominarán los machos, y si la temperatura es superior, habrá más hembras. Temperaturas inferiores a 26 °C o superiores a 33 °C provocan malformaciones o la muerte del embrión. Llegado el día de la eclosión, a menudo apresurada por un día de lluvia, la cría de tortuga rompe el huevo mediante un tubérculo córneo situado entre las narinas externas y el maxilar superior que desaparece tras unos días. La eclosión dura cuarenta y ocho horas, un periodo durante el cual el saco vitelino es absorbido totalmente. Filogenéticamente la tortuga rusa (T. horsfieldii) está cerca de la tortuga mediterránea (Testudo hermanni), la prueba de la conexión entre las dos especies es la fertilización de los huevos con el nacimiento de híbridos.

### Alimentación
Son reptiles herbívoros. Los ejemplares salvajes viven en un hábitat caracterizado por largos períodos de sequía y se alimentan de hierba seca, en estas condiciones tienen que complementar su dieta comiendo artrópodos o excrementos. Se alimentan de flores y hierbas. Su alimentación debe estar basada en vegetales y hortalizas.

### Hibernación y estivación
Su hábitat se caracteriza por largos inviernos fríos y veranos calurosos y sin lluvias, se activa sólo unos pocos meses al año, sobre todo en primavera, cuando aprovecha para alimentarse y reproducirse. Las subespecies T.h. baluchiorum, T.h. kazakhstanica y T.h. horsfieldii tienen su periodo de actividad de abril a julio, ya que tienen a menudo un verano caluroso y seco seguido por un invierno temprano y muy frío, van los ñdirectamente del verano a la hibernación. Para evitar estas condiciones ambientales adversas excavan profundas madriguerasde hasta 2 metros para estivar o hibernar, por esta razón son conocidas como tortugas excavadoras. T.h. rustamovi está activa desde mayo hasta septiembre, en el verano, porque vive en zonas montañosas frescas. Esta subespecie se refugia durante la hibernación excavando madrigueras de hasta 3 metros de profundidad. 
Las madrigueras se obtienen en suelos arenosos o arcillosos en los períodos de lluvia cuando la tierra se ablanda, y en el final tienen un espacio para permitir a los individuos dar la vuelta. A menudo las madrigueras son el hogar de más tortugas, y se agrupan varias durante la hibernación. En las zonas de condiciones ambientales favorables hay madrigueras cercanas unas de otras. Para sobrevivir a las duras condiciones ambientales de su área de distribución, esta especie puede soportar temperaturas de hibernación de - 4.8 °C, que proporcionan funciones de los fluidos corporales con anticongelante. 
Según otros autores[cita requerida], las temperaturas mínimas de supervivencia es de sólo 2 °C. 
La temperatura óptima para la hibernación es de 4° / 5 °C. 
El despertar de la hibernación se produce con la temperatura del cuerpo, de 8° / 10 °C. 
En otoño, con la bajada de las temperaturas, los reptiles dejan de alimentarse durante hasta veinte días para poder vaciar completamente el intestino de restos de comida. Se van volviendo más apáticas y, en noviembre o diciembre, según la latitud, empiezan a enterrarse o refugiarse en lugares protegidos y caen en un estado de hibernación. La temperatura ideal por la hibernación es de 5 °C. Temperaturas inferiores a 2 °C provocan daños cerebrales o la muerte, mientras que si son superiores a 10 °C traen la tortuga a un estado de subhibernación, peligroso puesto que el animal consume más rápidamente las reservas de grasa que le deben durar todo el invierno. En estado natural, las tortugas se entierran a una profundidad entre la superficie del suelo y veinte centímetros.
La hibernación es una fase metabólica vital por esta especie, y lo único que la puede impedir es una enfermedad u otra circunstancia debilitante.

## Mantenimiento en cautividad

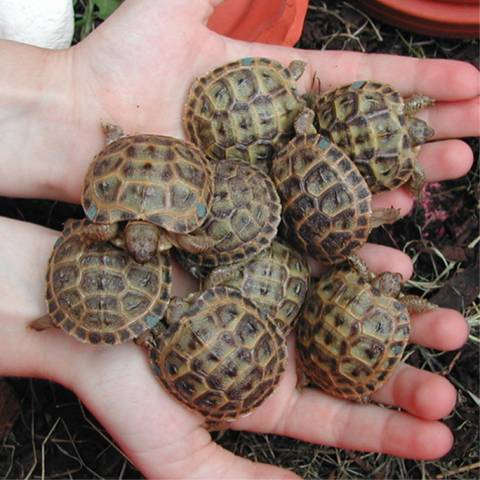
Neonatos.

### Alimentación
Se les debe proporcionar plantas silvestres, como alfalfa, cardos, diente de león, plantago, trébol, milenrama, madreselva, romero, salvia y melisa. Hay muchos aficionados que también les dan higos chumbos y palas de chumbera (Opuntia sp.), a la que previamente se le deben quitar los pinchos y la piel. Se les puede ofrecer también col, espinacas, brócoli, lechuga, siempre limpios de pesticidas. Es muy importante que la mayor parte de alimento sean plantas silvestres, pues las hortalizas contienen demasiadas proteínas. Es posible también ver que se alimentan algunas veces de animales muertos y carroña. Se recomienda que se planten las plantas silvestres anteriormente mencionadas y algunas hortalizas para que las tortugas las tengan siempre a mano y se las coman cuando más les apetezca. Se les puede dar pienso especial para tortugas terrestres mezclado con el resto de comida. Eso sí, siempre es mejor plantas y verdura fresca. 
No es recomendable darles fruta, pues contiene poca fibra y demasiado azúcar, y les produce trastornos digestivos graves, diarrea y multiplicación de parásitos internos. La achicoria, La achicoria roja, los berros y los canónigos son vegetales aptos para alimentar las tortugas gracias a su riqueza en calcio respeto al fósforo y por las fibras que contienen. También será recomendable que se les añada calcio a su alimento, para fortalecer sus huesos y su caparazón. Se deberá también tener en cuenta que necesitan tener a mano un cuenco con agua fresca. No debe tener más de 5 o 10 cm de profundidad, y el agua será renovada a diario. Habitualmente acudirán al cuenco para beber y para bañarse. También tienen la distinción de ser capaces de alimentarse de las especies de plantas muy tóxicas para los mamíferos herbívoros como el Ranunculaceae y las amapolas. Esto permite para limitar el número de parásitos que infestan el sistema digestivo. Los especímenes criados en cautividad suelen estar sobrealimentados y nunca deben ser alimentados con alimentos de la carne, la leche, el queso, el perro y el gato, huevos, pan, leche, cítricos, kiwi. 
La base de su alimentación son las plantas silvestres: alfalfa, cardos, diente de león, llantén, trébol, milenrama, madreselva, romero, salvia, melisa, la achicoria, canónigos, berros, la achicoria amarga y la achicoria roja son algunas de las verduras aptas para alimentar las tortugas gracias a su riqueza en calcio respecto al fósforo y por las fibras que contienen. Altas dosis de proteínas o de fósforo junto con una exigua ingestión de calcio provocan deformaciones permanentes de la coraza y daños en órganos internos.
Un síntoma evidente de mala alimentación es un espaldar con las escamas puntiagudas y estriadas en las suturas, un fenómeno conocido como piramidismo. En cambio, un espaldar liso y de forma ovalada indica una alimentación correcta.

### Hibernación
La principal causa de muerte en el caso de ejemplares que han de hibernar en espacios interiores preparados por criadores aficionados es la temperatura, que es demasiado alta para permitir la hibernación pero demasiada baja para que el animal se continúe alimentando.
En una situación así, si se quiere mantener al animal activo, hará falta colocarlo dentro un terrario calentado con un punto cálido a 28 °C y un punto fresco y sombreado a 18 °C, con un sustrato de unos cinco centímetros de profundidad compuesto de un 40 de turba oligotrófica, un 40 de humus (sin fertilizantes ni pesticidas) y un 20 de tierra de río. Es esencial que haya una lámpara de rayos ultravioletas especial para reptiles, necesaria por la síntesis de vitamina D, vitamina implicada en el metabolismo del calcio.
Si, en cambio, se prefiere una hibernación controlada, hará falta poner la tortuga en un contenedor protegido de los roedores con una red metálica, lleno del mismo tipo de sustrato que se describe al párrafo anterior. El contenedor se deberá poner en un espacio oscuro con temperaturas entre 4 y 8 °C y una humedad ambiental de aproximadamente un 70. Las tortugas se suelen despertar en el mes de marzo, cuando las temperaturas se vuelven más cálidas.

## Conservación
La especie está gravemente amenazada por la captura indiscriminada para satisfacer la demanda de mascotas de los países importadores de la Unión Europea y EE. UU. 
La captura como alimento de la población local es marginal ya que es especie común en países de fe islámica. El Corán incluye los reptiles entre los animales inmundos que están prohibidos para el uso alimentario. 

### Legislación
T. horsfieldii está incluida en el Convención de Washington, CITES en el Apéndice II, de forma que queda regulada la captura de especímenes silvestres y está reglamentada la cría y el comercio de ejemplares en cautiverio.